# Fiat Uno (2010)
Ne doit pas être confondu avec Fiat Uno.

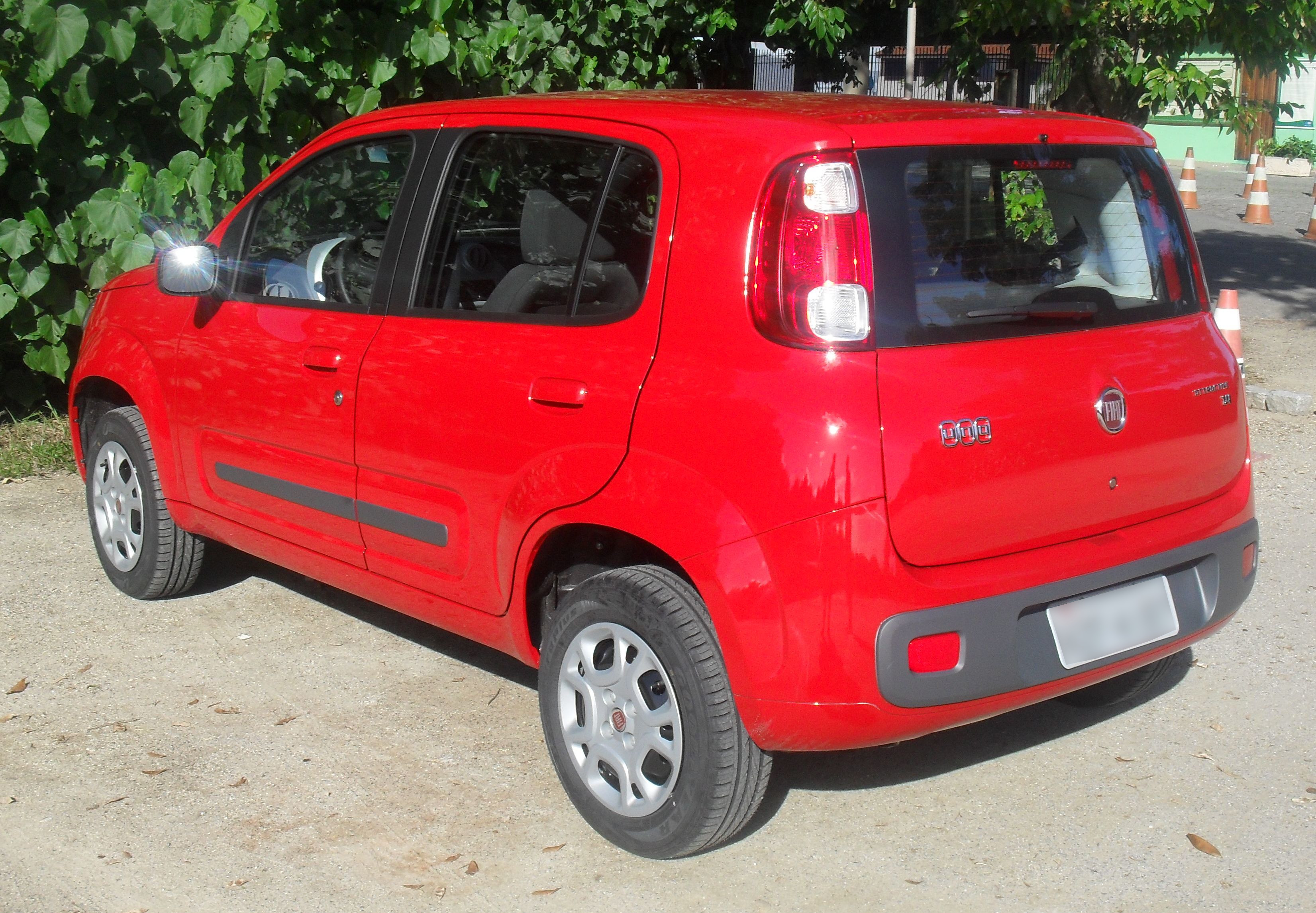
L'arrière de la Fiat Novo Uno 5 portes

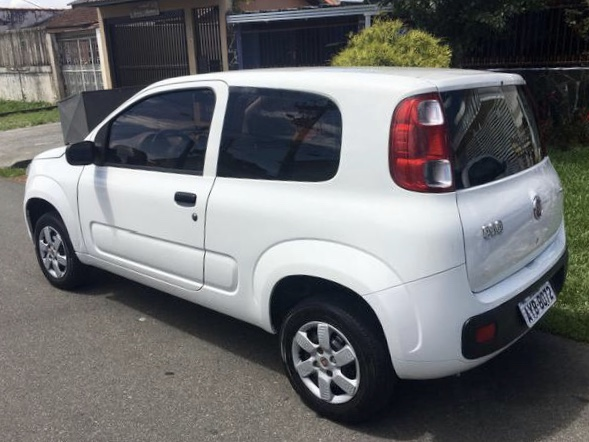
Fiat Novo Uno 3 portes

La Fiat Uno 2 est une voiture du constructeur automobile italien Fiat produit par sa filiale brésilienne Fiat Automoveïs commercialisée sur les marchés d'Amérique du Sud. La Fiat Mille, lancée en 1984 et restée au catalogue durant 30 années, a cessé d'être fabriquée fin décembre 2013. Depuis l'arrêt de sa fabrication en Italie, elle n'avait pas disparu des marchés d'Amérique du Sud. Au fil de ses nombreuses évolutions techniques, la Fiat Uno est renommée Fiat Mille en 2004. Il s'en est encore vendu 100.000 exemplaires en 2012.
À partir de 2010, Fiat commercialise une Uno nouvelle génération, toujours destinée aux marchés d'Amérique du Sud, la Fiat Novo Uno.

## Histoire
Les premiers exemplaires de présérie de la nouvelle Uno ont circulé dès le début de l'année 2010 sur les routes du Brésil et ce nouveau modèle est lancé le 4 mai 2010, en version 5 portes dans un premier temps, la version 3 portes a été présentée le 17 février 2011.
Cette automobile repose sur une plateforme de Fiat Panda II avec l'esthétique de la Fiat Panda III.
D'une longueur de 3.770 mm, une largeur de 1.640 mm et une hauteur de 1.490 mm, elle a le même gabarit que l'ancienne Fiat Punto Classic de 1999, (70 mm de moins en longueur), connue uniquement en Europe. Elle est commercialisée en 4 versions dès son lancement :
- 1.0 HPP Vivace LF Flex : c'est la version d'entrée de gamme, avec un moteur FIRE de 999 cm³, Low Friction, d'une puissance de 73 ch/75 Ch en version alcool kW et un couple de 99 N m, avec une consommation faible à un prix compétitif. Elle reprend les atouts de la Fiat Mille, réputée pour sa fiabilité et son faible coût à l'achat comme à l'entretien.
- 1.4 Attractive Flex : c'est la version la plus équilibrée qui dispose du moteur 1.368 cm³ développant 85 ch (88 en version éthanol) et un couple de 124 N m.
- 1.0 et 1.4 Way : ces versions offrent un design extérieur baroudeur type Adventure, très prisé au Brésil, avec des protections latérales et des barres de toit très voyantes ainsi qu'un pare buffle à l'avant.

Ces nouvelles Fiat Uno sont équipées des moteurs Fiat FIRE Flex sans turbo compresseur, à double alimentation essence-alcool, un brevet Magneti-Marelli.
Elle est fabriquée dans l'usine géante Fiat Automoveïs de Bétim au Brésil à partir du mois de janvier 2010. Ce modèle est réservé aux marchés d'Amérique du Sud et n'est importé ni en Europe ni en Asie.

## Restylage
Le 15 septembre 2016, Fiat présente et commercialise la seconde série de Uno qui comporte de nombreuses évolutions. La face avant est complètement redessinée avec la suppression des trois découpes carrées du retour vertical du capot moteur, remplacé par une calandre traditionnelle comprenant des baguettes chromées horizontales. L'intérieur est revu avec une ambiance encore plus chaleureuse et douillette.
C'est la partie mécanique qui bénéficie de l'évolution la plus importante avec l'introduction d'une nouvelle génération de moteurs Flex (brevet Magneti-Marelli), les FIREFLY GSE. Deux cylindrées sont proposées, un 999 cm3 à 3 cylindres développant 72 Ch DIN en version essence et 77 Ch en version éthanol et un 4 cylindres de 1.332 cm3 développant 101 Ch DIN en version essence et 109 Ch en version éthanol. 
L'équipement est, comme de coutume chez Fiat, très complet avec pour la partie sécurité, l'ABS et EBD plus l'ESC (contrôle électronique de la stabilité), l'EC (contrôle électronique de la traction), le Hill Holder (système Fiat d'assistance au démarrage en côte), l'ASR (anti-patinage) ainsi que le HBA (Hydraulic Break Assist), l'ERM (Electronic Roll Mitigation) et le Start & Stop. La touche City est naturellement présente pour alléger au maximum l'effort au volant en ville et pour garer la voiture, en service jusqu'à 20 km/h.
Comme pour toute la gamme Fiat, la voiture est équipée d'un ordinateur de bord avec écran de contrôle LCD multimédia de 6,2 pouces.
En décembre 2021, Fiat annonce l'arrêt de la production de la Uno et lance pour l'occasion une série limitée Fiat Uno Ciao, produite à 250 exemplaires numérotés,. Fiat a fabriqué dans son usine brésilienne de Betim un total de 4 379 356 Fiat Uno, toutes générations confondues, 1 713 061 de la 1re génération et 2 666 295 de la 2e génération.

## Modèles dérivés
Fiat Automoveïs a présenté en octobre 2013, deux versions commerciales basées sur la Novo Uno :
- la version "Fiorino Furgao" qui, comme son prédécesseur, le Fiorino I qui a été largement vendu en Europe dans les années 1977 à 2004, dispose d'un compartiment marchandises séparé et en saillie par rapport à la cabine,
- la version commerciale "Furgao" de la berline Fiat Uno (2010), basée sur la version 3 portes avec des vitres équipées de filtres à l'arrière.